# Pădurea cu tisă
Pădurea cu tisă este o arie protejată de interes național ce corespunde categoriei a IV-a IUCN (rezervație naturală de tip forestier) situată în județul Buzău, pe teritoriul administrativ al comunei Chiojdu.

## Localizare
Aria naturală se află în partea nord-vestică a județului Buzău, la poalele Munților Monteoru (grupare montană ce aparține Carpaților de Curbură) la o altitudine cuprinsă între 800 și 1000 de m, în partea nord-estică a satului Bâsca Chiojdului.

## Descriere
Rezervația naturală „Pădurea cu tisă”, întinsă pe o suprafață de 197 hectare, a fost declarată arie protejată prin Legea Nr.5 din 6 martie 2000 (privind aprobarea Planului de amenajare a teritoriului național - Secțiunea a III-a - zone protejate)
Aria naturală reprezintă o zonă împădurită cu rol de protecție pentru specia arboricolă de Taxus baccata, cunoscută sub denumirea populară de tisă.